# Dicliptera glabra
Dicliptera glabra är en akantusväxtart som beskrevs av Joseph Decaisne. Dicliptera glabra ingår i släktet Dicliptera och familjen akantusväxter. Inga underarter finns listade i Catalogue of Life.